# Ligue nord-américaine de hockey
Ligue nord-américaine de hockey (röviden: LNAH, magyarul: Észak-amerikai Jégkorongliga) egy kanadai alsó osztályú professzionális jégkorongbajnokság, ami 1996 óta működik. A szervezet székhelye a Québec tartománybeli Thetford Mines-ban található. A 2024-25-ös szezonban 7 csapat játszik a bajnokságban, amelyek székhelyei mind Québec tartományban találhatók, azonban játszott már a ligában csapat a kanadai Ontario tartományból és az amerikai New Hampshire államból is. A bajnokságban játszó csapatok a rájátszásban az Evirum-kupa elnyeréséért mérkőznek meg.
A bajnokság jogelődje az 1996-ban alapított Ligue de hockey semi-professionnelle du Québec (LHSPQ) volt, ami félprofesszionális ligaként működött, 2003-ban a liga nevét Ligue de hockey senior majeur du Québec-re változtatták, végül 2004-ben a Ligue nord-américaine de hockey névre nevezték át a bajnokságot. A Gilles-Rousseau-kupát a legutóbbi, 2023-24-es szezonban elnyerő csapat az Assurancia de Thetford volt.
A bajnokságban számos korábbi National Hockey League- és American Hockey League-játékos is játszott. A liga történelme során nem a kiemelkedő játéktudás, hanem a mérkőzéseken előforduló verekedések kiemelkedő száma miatt lett híres. Széles körben a legerőszakosabb jégkorongligaként ismerik. A 2024–2025-ös szezon rájátszásának győztese az Éperviers de Sorel-Tracy volt.

## Történet

### Ligue de hockey semi-professionnelle du Québec

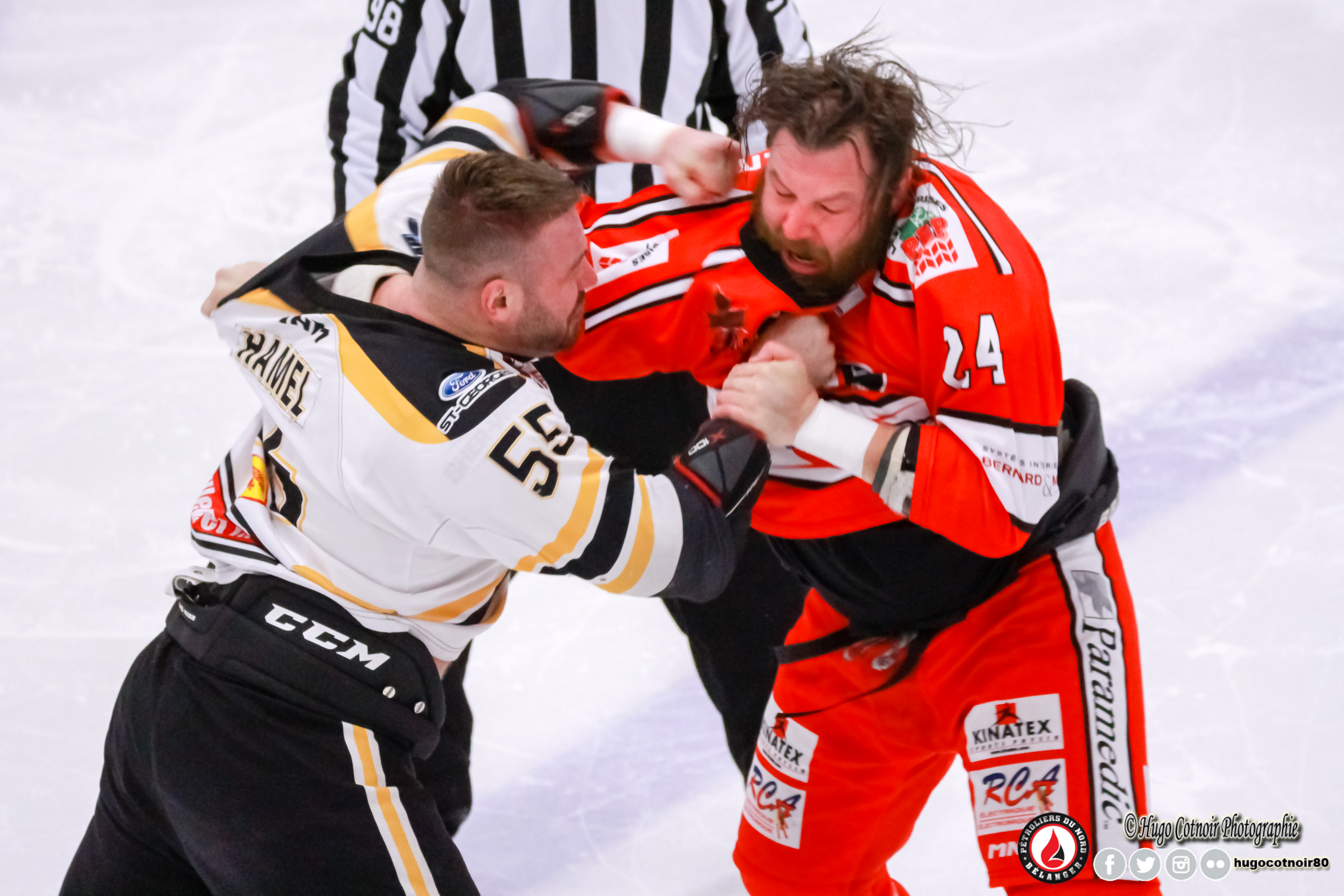
Az LNAH jellegzetessége a gyakori verekedés a játékosok között

A Ligue Nord-Américaine de Hockey jogelődje a félprofesszionális Ligue de hockey semi-professionnelle du Québec (LHSPQ) volt, amit 1996-ban alapítottak. A Ligue de hockey semi-professionnelle du Québec két jégkorongliga, a Ligue senior majeure du Québec (LSMQ) és az 1995-ig Ligue senior de la Mauricie nevet viselő Ligue de hockey semi-professionnelle du Québec összeolvadásából jött létre Mario Deguise, a Québeci jégkorongszövetség korábbi elnökének vezetésével. A bajnokság létrejöttének célja az volt, hogy a felnőtt québec-i játékosok a régiójukban maradva játszhassanak anélkül, hogy amerikai vagy európai klubokba kelljen szerződniük.
A bajnokság az 1996-97-es szezonban 13 csapattal kezdődött, 6 csapat, a Blizzard de Saint-Gabriel, a Dinosaures de Sorel, a Dragons du Haut-Richelieu, a Rapides de Lachute, a Nova d'Acton Vale és a 94 de Waterloo, amelyek a Ligue senior majeur ligából érkezett, 3 csapat, a Grand Portneuf de Pont-Rouge, a Gladiateurs de ville des Laurentides és a Jets de Louiseville, amelyek a korábbi Ligue du hockey semi-professionnelle du Québec ligából, és 4 csapat, a Coyotes de Thetford Mines, a Chacals de la Rive-Sud, Voyageurs de Vanier és a Papetiers de Windsor az új liga létrejöttekor alapult. Az első szezonban három csoportba voltak beosztva a csapatok, a keleti, nyugati és központi csoportba, és mindegyik csapat 36 mérkőzést játszott le. Az alapszakaszt a Nova d'Acton Vale nyerte meg, és a rájátszás döntőjébe is bejutott, de 4-2-re a Blizzard de Saint-Gabriel győzte le.
Az 1997-98-as szezonban a mérkőzések száma 36-ról 38-ra növekedett, A Voyageurs de Vanier Québec másik kerületébe költözött, Val-Bélairbe, és a csapat neve As de Québecre változott. A Gladiateurs de ville des Laurentides Sainte-Thérèse-be költözött, és a Chiefs de Sainte-Thérèse nevet vette fel. A Jets de Louiseville csapata utód nélkül megszűnt. A 94 de Waterloo Granby-be költözött, és a Blitz de Granby nevet vette fel. A Dragons du Haut-Richelieu megváltoztatta a nevét Dragons d'Iberville-re. Két új csapat csatlakozott a bajnoksághoz, a Aztèques d'Asbestos és a Condors de Jonquière. Az alapszakszt a Grand Portneuf de Pont-Rouge nyerte meg, a rájátszást a Rapides de Lachute nyerte meg a Nova d'Acton Vale legyőzésével 4-2-es összesítésben.
Az 1998-99-es szezonban a Chiefs de Sainte-Thérèse Lavalba költözött, ahol Chiefs de Laval néven játszottak tovább. A Dragons d'Iberville Saint-Laurant-ba költözött, és a Dragons de Saint-Laurant néven játszott tovább, és a Blizzard de Saint-Gabriel Joliette-be költözött, és a Blizzard de Joliette nevet vette fel. A Chacals de la Rive-Sud Saint-Georges-be költözött, és a Garaga de Saint-Georges néven játszott tovább. Az As de Québec 1 évre felfüggesztette a működését. A mérkőzések száma 36-ra csökkent csapatonként. Az alapszakaszt a Blizzard de Joliette nyerte, továbbá a rájátszást is megnyerte a Garaga de Saint-Georges legyőzésével 4-2-es összesítésben.
Az 1999-2000-es szezonban az As de Québec visszatért a ligába, a csapat La Côte-de-Beaupréba költözött, és a Caron et Guay Beaupré nevet vette fel. A Rapides de Lachute Lasalle-ba költözött, és Rapides de LaSalle néven folytatta a játékot. A Dinosaures de Sorel Royaux de Sorelre változtatta a nevét. A mérkőzések száma ismét 38-ra nőtt csapatonként. Az alapszakaszt a Garga de Saint-Georges nyerte, a rájátszást a Rapides de LaSalle nyerte a Grand Portneuf de Pont-Rouge legyőzésével 4-2-es összesítésben.
A 2000-01-es szezonban a Coyotes de Thetford Mines neve Prolab de Thetford Mines-ra, a Caron et Guay Beaupré neve As de Beaupréra, a Blizzard de Joliette neve Mission de Joliette-re, a Nova d'Acton Vale neve pedig Beaulieu d’Acton Vale-ra változott. A csapatonkénti mérkőzések száma 44-re nőtt. Az alapszakaszt a Garga de Saint-Georges nyerte, azonban a rájátszás döntőjében a Mission de Joliette győzött 4-3-as összesítésben.
A 2001-2002-es szezonban az As de Beaupré Charlesbourg-ba költözött, de változatlan név alatt folytatta a játékot. A Dragons de Saint-Laurent Verdunba költözött, ahol a Dragons de Verdun nevet vette fel. A Grand Portneuf de Pont-Rouge Caron et Guay de Pont-Rouge-ra, a Papetiers de Windsor Lacroix de Windsorra, az Aztèques d'Asbestos pedig Dubé d'Asbestos-ra változtatta a nevét. A Beaulieu d’Acton Vale Saint-Hyacinthe-ba költözött, és a Cousin de Saint-Hyacinthe nevet vette fel. Egy új csapat csatlakozott Promutuel de Rivière-du-Loup néven. Az alapszkaszt a Garga de Saint-Georges nyerte, a rájátszásban a Chiefs de Laval győzött a Prolab de Thetford Mines legyőzésével 4-1-es összesítésben.
A 2002-03-as szezonban a Dubé d’Asbestos újra az Aztèques d'Asbestos néven játszottak. A Blitz de Granby a Prédateurs de Granby nevet vette fel. Az As de Québec az Arpidrome de Charlesbourgból az Aréna Marcel-Bédardba költözött névváltoztatás nélkül. A Mission de Joliette Saint-Jean-sur-Richelieu-be költözött, és a Mission de Saint-Jean nevet vette fel. Az önkormányzati összevonás miatt Jonquière Saguenay város részévé vált, így az ott működő Condors de Jonquière neve Paramédic de Saguenay-re változott. A csapatonkénti mérkőzések száma 52-re emelkedett. Az alapszakaszt a Prolab de Thetford Mines nyerte, azonban a rájátszás döntőjébe jutva legyőzte a Chiefs de Laval 4-3-as összesítésben.

### Ligue de hockey senior majeur du Québec
2003-ban Ligue de hockey senior majeur du Québec lett a liga neve. A szezononkénti mérkőzések száma 50-re csökkent csapatonként. A Rapides de LaSalle és az Aztèques d'Asbestos megszűnt pénzügyi problémák miatt. A Caron et Guay de Beauport csapata meg lett vásárolva, és a Radio X de Québec nevet vette fel. A Lacroix de Windsor Sherbrookba költözött, és a Saint-François de Sherbrooke lett a neve. Új csapat jött létre Vikings de Vikings de Trois-Rivières néven. Az alapszakaszt a Prolab de Thetford Mines nyerte, a rájátszást a Dragons de Verdun nyerte a Garaga de Saint-Georges legyőzésével 4-3-as összesítésben.

### Ligue nord-américaine de hockey
2004-ben nevezték át a jelenlegi nevére a bajnokságot, illetve ebben az évben vált professzionális bajnoksággá az LNAH. A Vikings de Trois-Rivières, a Promutuel de Rivière-du-Loup és a Royaux de Sorel csapata megszűnt. A Paramédic de Saguenay neve Fjord du Saguenay-re változik, de a csapat 24 lejátszott mérkőzés után megszűnik. A Caron & Guay de Pont-Rouge Trois-Rivières-be költözik, és Caron et Guay de Trois-Rivières néven folytatta tovább. A Mission de Saint-Jean Sorelbe költözik, és a neve Mission de Sorelre változik. A Radio X de Québec elköltözik a Centre Marcel-Bédard arénából és a Colisée Pepsibe. A 2004-05-ös szezonban a liga a 2004–2005-ös NHL-lockout miatt számos NHL-játékost tudott leszerződtetni. Ekkor került a ligába 4 aktív NHL-játékos is: Sébastien Charpentier a Washington Capitals-tól, Mathieu Biron és Kristián Kudroč a Florida Panthers-től és Donald Brashear a Philadelphia Flyers-től. Ebben a szezonban a mérkőzések száma 60-ra nő csapatonként. Az NHL hiánya miatt megüresedő jégcsarnokokat és televíziós műsorsávokat kihasználva az LNAH-nak sikerült elintézni, hogy a Chiefs de Laval és a Dragons de Verdun két alkalommal a montréali Centre Bellben játszhatott, illetve a liga történetében először a meccseiket egy televíziócsatorna is közvetítette, a TQS. A Mission de Sorel-Tracy csapata hivatalos partnerséget kötött a Pittsburgh Penguins American Hockey League-betétcsapatával, a Wilkes-Barre/Scranton Penguins-zel. Az alapszakasz a Radio X de Québec nyerte, a rájátszás döntőjébe jutva a Prolab de Thetford Mines-t győzte le 4-2-es összesítésben.
A 2005-06-os szezonban a Garaga de Saint-Georges felveszi a CRS Express de Saint-Georges nevet. A Cousin de Saint-Hyacinthe neve Cristal de Saint-Hyacinthe-re változik. A Chiefs de Lavalt megvásárolta a Genex, és a nevét Summon-Chiefs de Lavalra változtatta. A Dragons de Verdun neve Dragons de Verdun-Montréalra változik. A mérkőzések száma 56-ra csökkent csapatonként. Az LNAH és a kanadai Réseau des sports (RDS) megállapodást kötött, aminek keretében 10 mérkőzést 9 különböző arénából közvetít az egész tartományban fogható csatornáján. Az alapszakaszt a Radio X de Québec nyerte, a rájátszást a Saint-François de Sherbrooke a Prolab de Thetford Mines legyőzésével 4-2-es összesítésben.
A 2006-07-es szezonban a Ligue Centrale de Hockey senior AAA bajnokságban játszó Les Aigles de St-Jean-sur-Richelieu megvásárolja a Summon-Chiefs de Lavalt, és  Saint-Jean-sur-Richelieu-be költözteti, a csapat neve Summum-Chiefs de Saint-Jean-sur-Richelieu-re változik. A Cristal de Saint-Hyacinthe neve Top Design de Saint-Hyacinthe-re változik. A Dragons de Verdun-Montréal csapata megszűnik. A csapatonkénti mérkőzések száma 48-ra csökkent. Az alapszakaszt a Summum-Chiefs de Saint-Jean-sur-Richelieu nyerte, és a rájátszás döntőjébe jutva legyőzte a Saint-François de Sherbrooke-ot 4-0-ás összesítésben.
A 2007-08-as szezonban a Prolab de Thetford Mines neve Isothermic de Thetford Mines-ra változik. A Radio X de Québec a Colisée Pepsi melletti Pavillon de la Jeunesse-be költözik. A csapatonkénti mérkőzések száma 52-re nőtt. Az alapszakaszt a Top Design de Saint-Hyacinthe nyerte, a rájátszást a Caron et Guay de Trois-Rivières nyerte a Isothermic de Thetford Mines legyőzésével 4-2-es összesítésben.
A 2008-09-es szezonban 3 csapat csatlakozik az LNAH-hoz a Ligue Centrale de Hockey senior AAA-ból, a 98,3 FM de Saguenay megvásárolja a Summum-Chiefs de Saint-Jean-sur-Richelieu-t, és Saguenay-be költözteti, ahol 98.3 FM de Saguenay néven játszanak tovább. A CIMT de Rivière-du-Loup és a Poutrelles Delta de Sainte-Marie is csatlakozik a ligához, de az utóbbi 32 lejátszott mérkőzés után megszűnik. A Précision de Pont-Rouge csapata megvásárolta a Radio X de Québec-et, és a Lois Jeans de Pont-Rouge játszottak tovább. A Mission de Sorel-Tracy a szezonban nem játszott pénzügyi problémák miatt. A Top Design de Saint-Hyacinthe neve Chiefs de Saint-Hyacinthe-re változott. A csapatonkénti mérkőzések száma 48-ra csökkent. Az alapszakaszt a Lois Jeans de Pont-Rouge nyerte, a rájátszásban a Lois Jeans de Pont-Rouge győzte le a Isothermic de Thetford Mines-t 4-2-es összesítésben.
A 2009-10-es szezonban a Chiefs de Saint-Hyacinthe csapata megszűnt. A 98.3 FM de Saguenay neve Marquis de Saguenay-re változik. A Lois Jeans de Pont-Rouge csapata 36 lejátszott mérkőzés után megszűnt, mert nem fizette ki a csapatra kirótt 18 ezer kanadai dolláros büntetést, amit a fizetési plafon átlépése miatt kapott. Az alapszakaszt a Saint-François de Sherbrooke, a rájátszás döntőjében azonban legyőzte a CRS Express de Saint-Georges 4-2-es összesítésben.
A 2010-11-es szezonban új csapat lép be a bajnokságba, a GCI de Sorel-Tracy, az előző szezonban megszűnt Lois Jeans de Pont-Rouge játékosai ebben a csapatban folytatták a játékot. A CRS Express de Saint-Georges neve Cool FM 103.5 de Saint-Georges lett. A CIMT de Rivière-du-Loup neve 3L de Rivière-du-Loupra változott. A rájátszássorozat győztesének járó kupa nevét Futura-kupáról Canam-kupára változtatta a Can-Am nevű helyi vállalat nyomán. A csapatonkénti mérkőzések száma 42-re csökkent. Az alapszakaszt a Cool FM 103,5 de Saint-Georges nyerte meg, azonban a rájátszás döntőjében legyőzte a Saint-François de Sherbrooke 4-0-ás összesítésben.
A 2011-12-es szezonban a CGI de Sorel-Tracy neve HC Carvena de Sorel-Tracy-ra változott a Groupe CGI-vel folytatott névvita után. A Saint-François de Sherbrooke csapatát felvásárolják, és Windsorba költöztetik, ahol Wild de Windsor néven játszanak tovább. A csapatonkénti mérkőzések száma 48-ra növekedett. Az alapszakaszt két részre osztották, a két részben gyűjtött pontok alapján a tabella négy első csapata jutott tovább a rájátszásba. Az alapszakaszt a Marquis de Saguenay nyerte, a rájátszásban az Isothermic de Thetford Mines győzte le a Wild de Windsort 4-2-es összestésben.
A 2012-13-as szezonban a Wild de Windsor eladása került, és a liga történetében először Québec tartományon kívüli településre költözött csapat, az Ontario tartománybeli Cornwallba, a csapat neve pedig Riverkings de Cornwallra módosult. A Marquis de Saguenay nevet változtatott, a város neve helyett a városon belüli kerület nevét vette fel, így lett Marquis de Jonquière. A csapatonkénti mérkőzések száma 40-re csökkent. Az alapszakaszt a Marquis de Jonquière nyerte, majd a rájátszás döntőjében legyőzte a HC Carvena de Sorel-Tracy-t 4-2-es összesítésben.
A 2013-14-es szezonban a HC Carvena de Sorel-Tracy neve Éperviers de Sorel-Tracyra, a Caron et Guay de Trois-Rivières neve Viking de Trois-Rivières-re változott. Új csapat csatlakozott a ligához, a Braves de Valleyfield, de 12 lejátszott mérkőzés után Valleyfieldből Lavalba költözött a csapat, és a Braves de Laval nevet vette fel. Az alapszakaszt a Viking de Trois-Rivières nyerte, a rájátszás döntőjében a Marquis de Jonquière győzött a Isothermic de Thetford Mines-nal szemben 4-3-as összesítésben.
A 2014-15-ös szezonban a Braves de Laval neve Prédateurs de Lavalra, a Viking de Trois-Rivières neve Blizzard Cloutier Nord-Sud de Trois-Rivièresre változott. A rájátszássorozat győztesének járó kupa neve Vertdure-kupára módosult. Az alapszakaszt a Éperviers de Sorel-Tracy, azonban a rájátszás döntőjében az Isothermic de Thetford Mines győzött 4-1-es összesítésben.
A 2015-16-os szezonban az Isothermic de Thetford Mines neve Assurancia de Thetford Mines-re módosult. Az alapszakaszt a Marquis de Jonquière nyerte, a rájátszás döntőjében a 3L de Rivière-du-Loup győzte le a Éperviers de Sorel-Tracy-t 4-3-as összesítésben.
A 2016-17-es szezonban a Riverkings de Cornwall csapata megszűnt. Az alapszakasz győztese a Marquis de Jonquière, ami a rájátszás döntőjébe jutva győzte le a Assurancia de Thetfordot 4-0-ás összesítésben.
A 2017-18-as szezonban az előző szezont követő, a liga jövőjét érintő bizonytalan hónapok után a Prédateurs de Laval csapata megszűnt. A Blizzard Cloutier Nord-Sud de Trois-Rivières neve Draveurs de Trois-Rivières-re változott. A liga vezetése felveti egy amerikai csapat hozzáadását a bajnoksághoz a New Hampshire-i Berlinből, de az ötlet ebben a szezonban nem valósul meg, így 6 csapat marad a bajnokságban, a csapatonkénti mérkőzések száma pedig 36-ra csökkent. Az alapszakasz győztese a Éperviers de Sorel-Tracy, ami a rájátszás döntőjében győzte le a  3L de Rivière-du-Loup-t 4-2-es összesítésben.
A 2018-19-es szezonban a Draveurs de Trois-Rivières csapata megszűnt, így a bajnokság 5 csapatra szűkült, de az LNAH-ba újabb csapat csatlakozott Berlin BlackJacks néven a New Hampshire-i Berlinből. A BlackJacks volt az első amerikai székhelyű csapat a bajnokság történetében. A csapat alacsony nézőszámai miatt a 2018-19-es szezonban 12 lejátszott mérkőzés után az LNAH átvette a BlackJacks tulajdonjogát, és áthelyezte a québeci St-Jérôme-be Les Pétroliers du Nord néven a Pétrole et Propane Bélanger tulajdonában. 2019 júniusában bejelentésre került, hogy a St-Jérôme-i Aréna régional de la Rivière-du Nord nem hosszabbítja meg a szerződését a Les Pétroliers du Nord-ral, így a csapat a lavali Colisée de Lavalba költözött át. Az alapszakaszt a Assurancia de Thetford nyerte, a rájátszás döntőjében a Éperviers de Sorel-Tracy győzte le a Marquis de Jonquière-t 4-2-es összesítésben.
Elindult a bajnokság saját online streaming- és videóportálja LNAH TV néven, amin élőben közvetítik a liga meccseit, illetve videóarchívumban tekinthetőek meg a korábbi mérkőzések.
A Covid19-világjárvány miatt a a 2019-20-as szezont félbeszakították, és a rájátszásokat nem rendezték meg. Az alapszakaszban a legtöbb pontot az Assurancia de Thetford szerezte.
A 2020-21-es szezont a québeci lezárások miatt nem rendezték meg.
A 2021-22-es szezonban az alapszakaszt az Assurancia de Thetford nyerte meg, ami a rájátszás döntőjében a Les Pétroliers du Nord-t győzte le 4-0-ás összesítésben.
2022 májusában lett bejelentve, hogy a 2022-23-as szezontól a ligában játszó csapatok száma 7-re bővül, a Saint-Roch-de-l'Achigan székhelyű Bâtisseurs de Montcalm.
A 2022-23-as szezonban az alapszakaszt a Les Pétroliers du Nord nyerte, a rájátszás döntőjében a Cool FM 103,5 de Saint-Georges győzte le a Assurancia de Thetfordot 4-2-es összesítésben.
A 2023-24-es szezon kezdete előtt, 2023. június 29-én az LNAH bejelentette a Bâtisseurs de Montcalm csapat megszűnését, így 6 csapat maradt a bajnokságban a 2023-24-es szezonra. A csapat fenntartotta a visszatérés lehetőségét, azonban 2023. május 6-án a klub elnöke bejelentette, hogy nem fog visszatérni a 2024-25-ös szezonra. A rájátszás kezdete előtt a rájátszássorozat és a kupa neve szponzorváltás miatt Vertfure helyett Evirum lett. A szezonban az alapszakaszt a Les Pétroliers de Laval nyerte, a rájátszás döntőjében az Assurancia de Thetford győzte le a 3L de Rivière-du-Loupot 4-2-es összesítésben. 2024. május 8-án bejelentésre került, hogy a bajnokság új csapattal bővül a következő szezonra, aminek Bataillon de Saint-Hyacinthe lesz a neve, és Saint-Hyacinthe-ben fog játszani. 2024. május 14-én bejelentették, hogy a bajnoksághoz egy nyolcadik csapat is csatlakozni fog National de Québec néven, aminek Québec városában lesz a székhelye.
A 2024-25-ös szezonban a rájátszás győztesének járó Envirum-kupa nevét a liga korábbi igazgatójáról nevére változtatták Gilles-Rousseau-kupára. Az alapszakaszt a Cool FM 103,5 de Saint-Georges nyerte, a döntőben az Éperviers de Sorel-Tracy a 3L de Rivière-du-Loup 4:2-es összesítésben való legyőzésével lett bajnok.
| Időszak         | Név                    |
| --------------- | ---------------------- |
| 1996-1998       | Mario Deguise          |
| 1998-2000       | Serge Léveillé         |
| 2000-2001       | Denis Courville        |
| 2001-2008       | Michel Gaudette        |
| 2008-2017       | Michel Godin           |
| 2017-2018       | Richard Martel         |
| 2018-2019       | Jean-François Laplante |
| 2019-2021       | Renaud Lefort          |
| 2021-2022       | Gilles Rousseau        |
| 2022-2023       | Michel Gaudette        |
| 2023-napjainkig | Jessy Girard           |

## Lebonyolítás

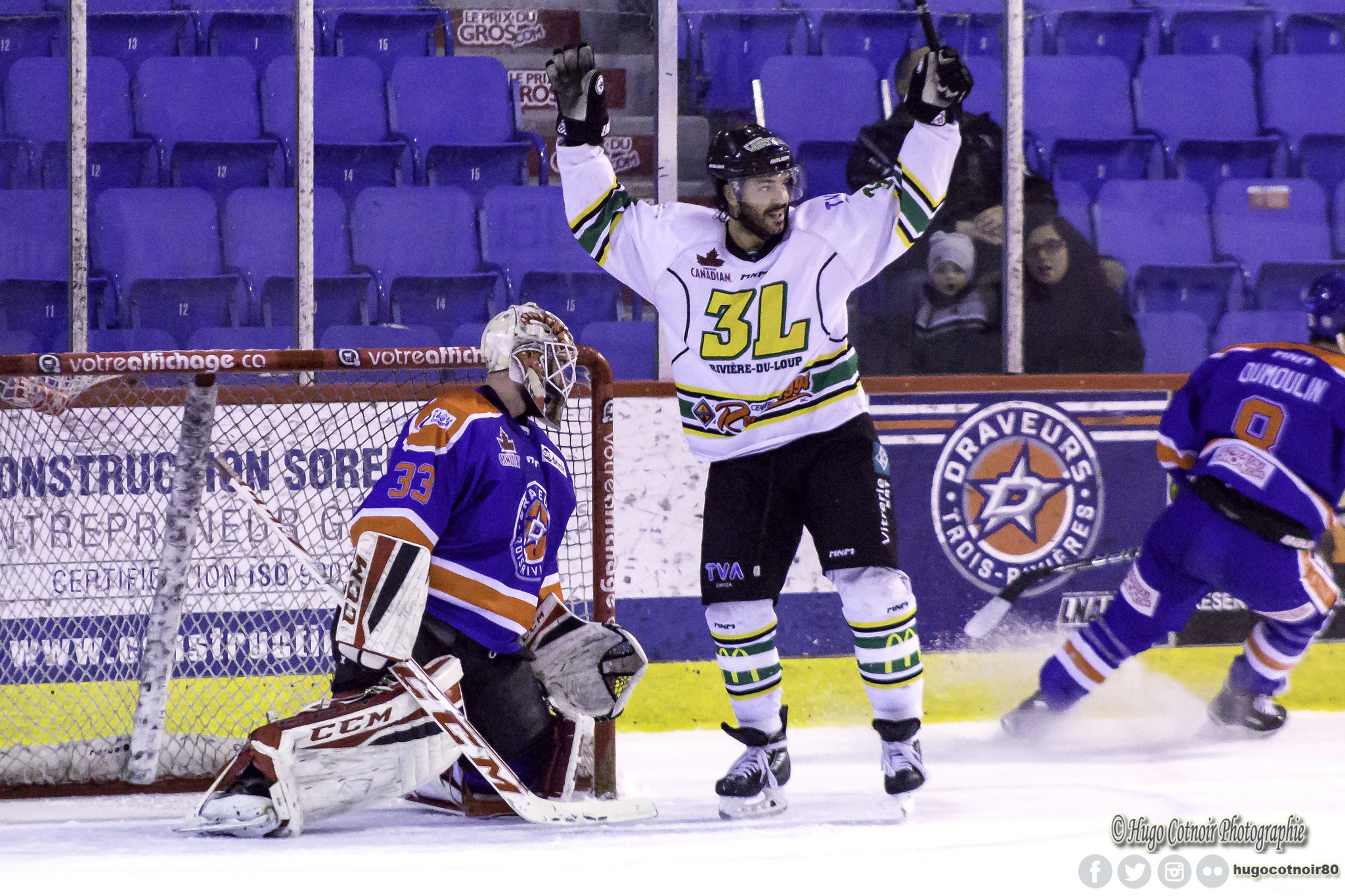
A 3L de Rivière-du-Loup és a már megszűnt Draveurs de Trois-Rivières játék közben

A bajnokság három részből áll: az előszezonból, a főszezonból és a rájátszásból. A játék az előszezonnal veszi kezdetét minden év szeptemberében és októberig tart, amikor elkezdődik a főszezon. 

### Alapszakasz
A főszezon során a 7 csapatos ligában minden csapat 40 mérkőzést játszik le. A tabellán elért pontszám szerinti eredménytől függetlenül bekerül a rájátszássorozatba mindegyik csapat. 

### Rájátszás
A rájátszásban való továbbjutáshoz az adott csapatnak legalább 4-szer kell legyőznie az ellenfelét. A rájátszássorozat győztese nyeri el a Vertdure-kupát.

### Játékszabályok
A 15 fordulós draftszezont nyáron tartják, amelyen a junior ligákhoz túl idős játékosok közül draftolhatnak. Az LNAH szabálya szerint a ligában játszó játékosoknak vagy Québecből kell származniuk, vagy rendelkezniük kell québeci juniorliga-tapasztalattal.

## Résztvevők

### Jelenlegi csapatok
A 2024-25-ös szezonban játszó csapatok.
| Csapat                         | Székhely        | Jégcsarnok                                    | Férőhely | Csatlakozás |
| ------------------------------ | --------------- | --------------------------------------------- | -------- | ----------- |
| 3L de Rivière-du-Loup          | Rivière-du-Loup | Centre Premier Tech                           | 3 500    | 2008        |
| Assurancia de Thetford         | Thetford Mines  | Centre Mario Gosselin                         | 2 500    | 1996        |
| Bataillon de Saint-Hyacinthe   | Saint-Hyacinthe | Stade Louis-Philippe-Gaucher                  | 2 000    | 2024        |
| Cool FM 103,5 de Saint-Georges | Saint-Georges   | Centre Sportif Lacroix-Dutil                  | 2 975    | 1996        |
| Éperviers de Sorel-Tracy       | Sorel-Tracy     | Colisée Cardin                                | 3 037    | 1996        |
| Les Pétroliers de Laval        | Laval           | Colisée de Laval                              | 3 609    | 2018        |
| Marquis de Jonquière           | Saguenay        | Palais des Sports                             | 3 220    | 1996        |
| National de Québec             | Québec          | Complexe Sportif Bonair de L’Ancienne-Lorette | 2 000    | 2024        |

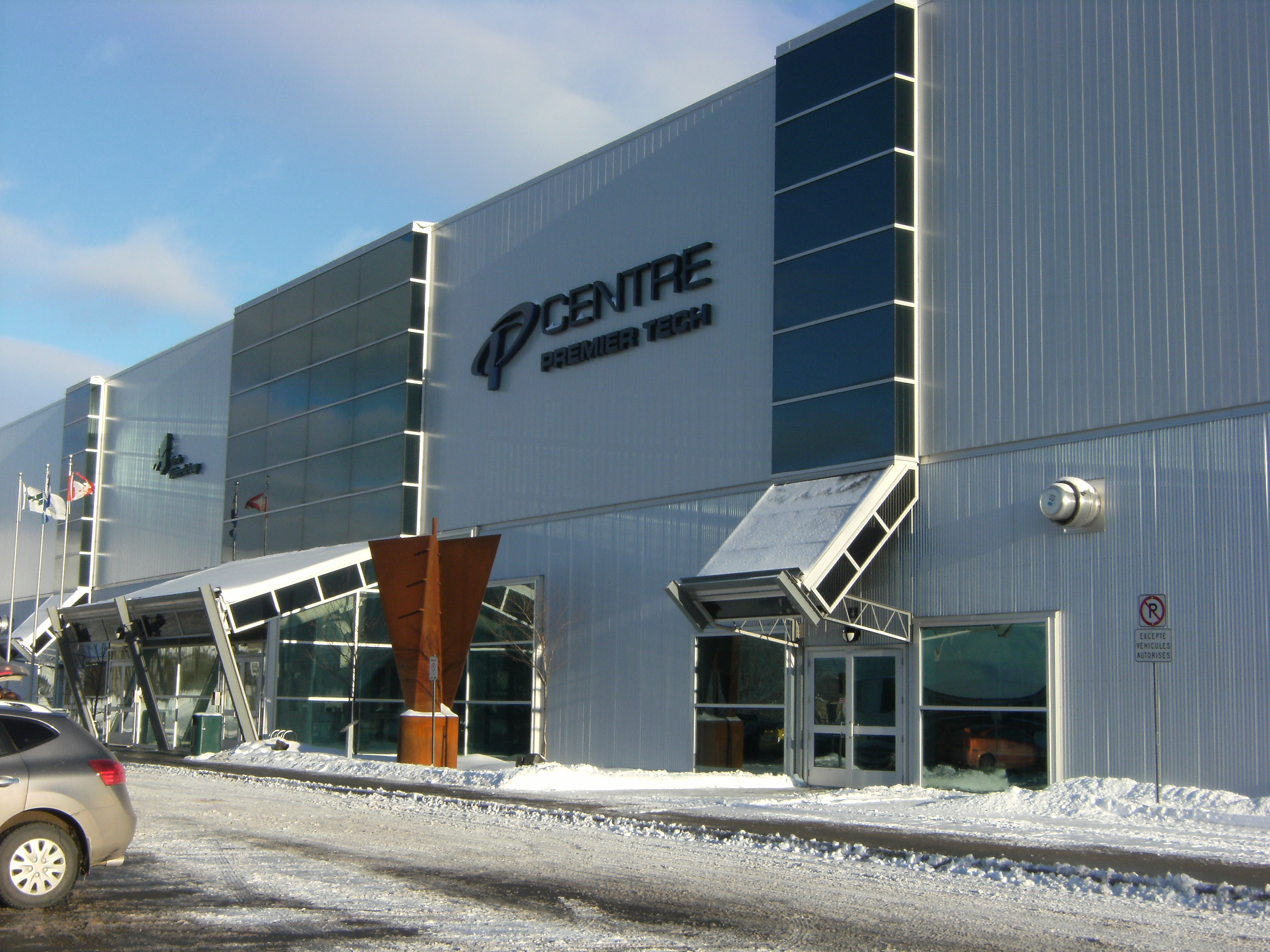
A Rivière-du-Loup-i Centre Premier Tech
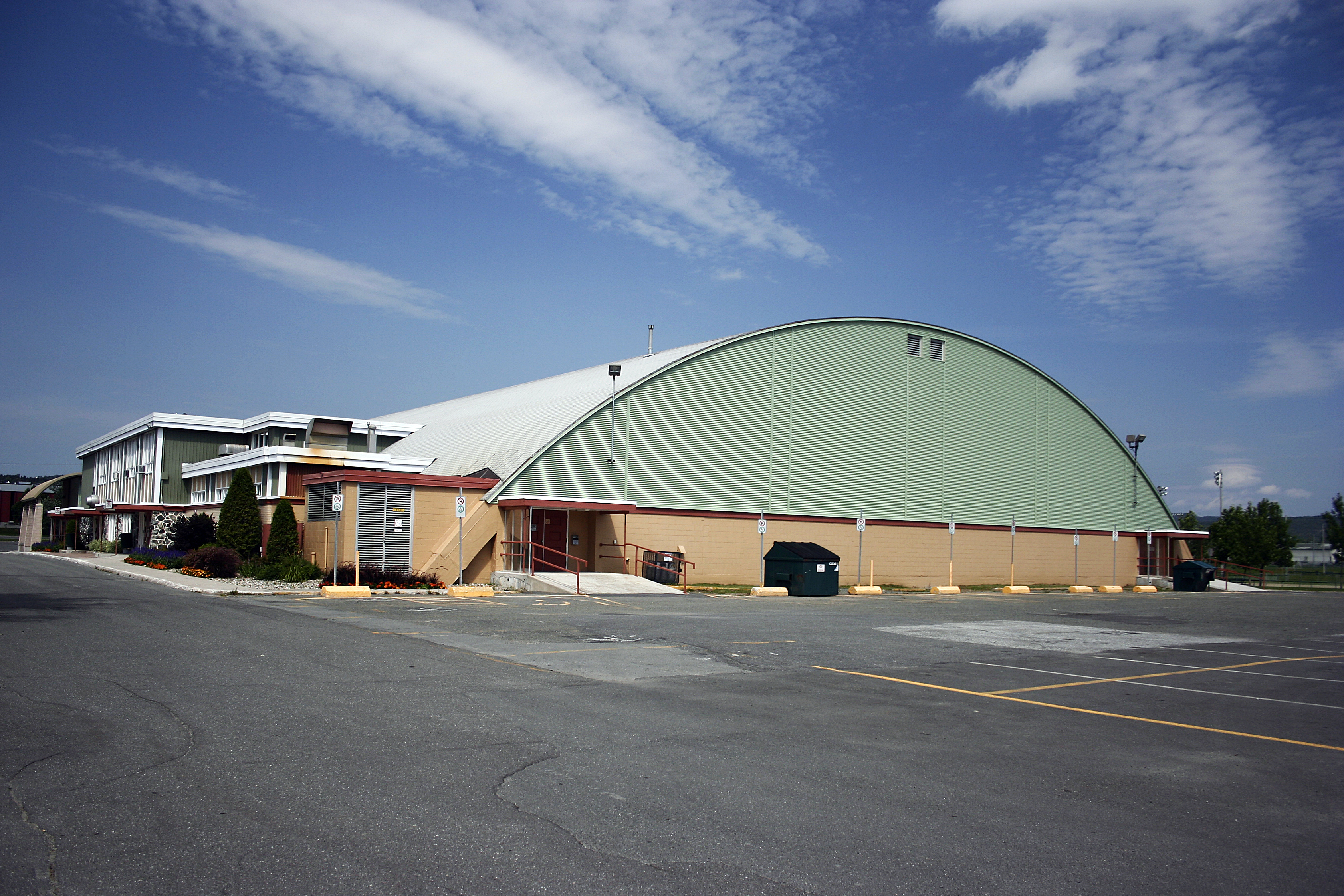
A Thetford Mines-i Centre Mario Gosselin
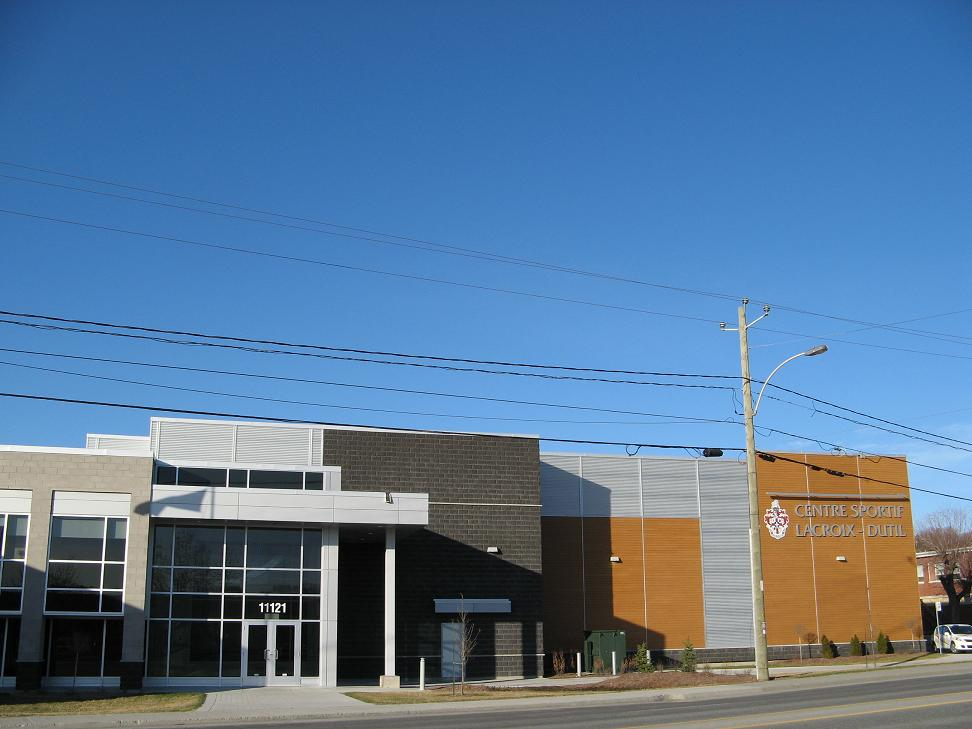
A Saint-Georges-i Centre sportif Lacroix-Dutil
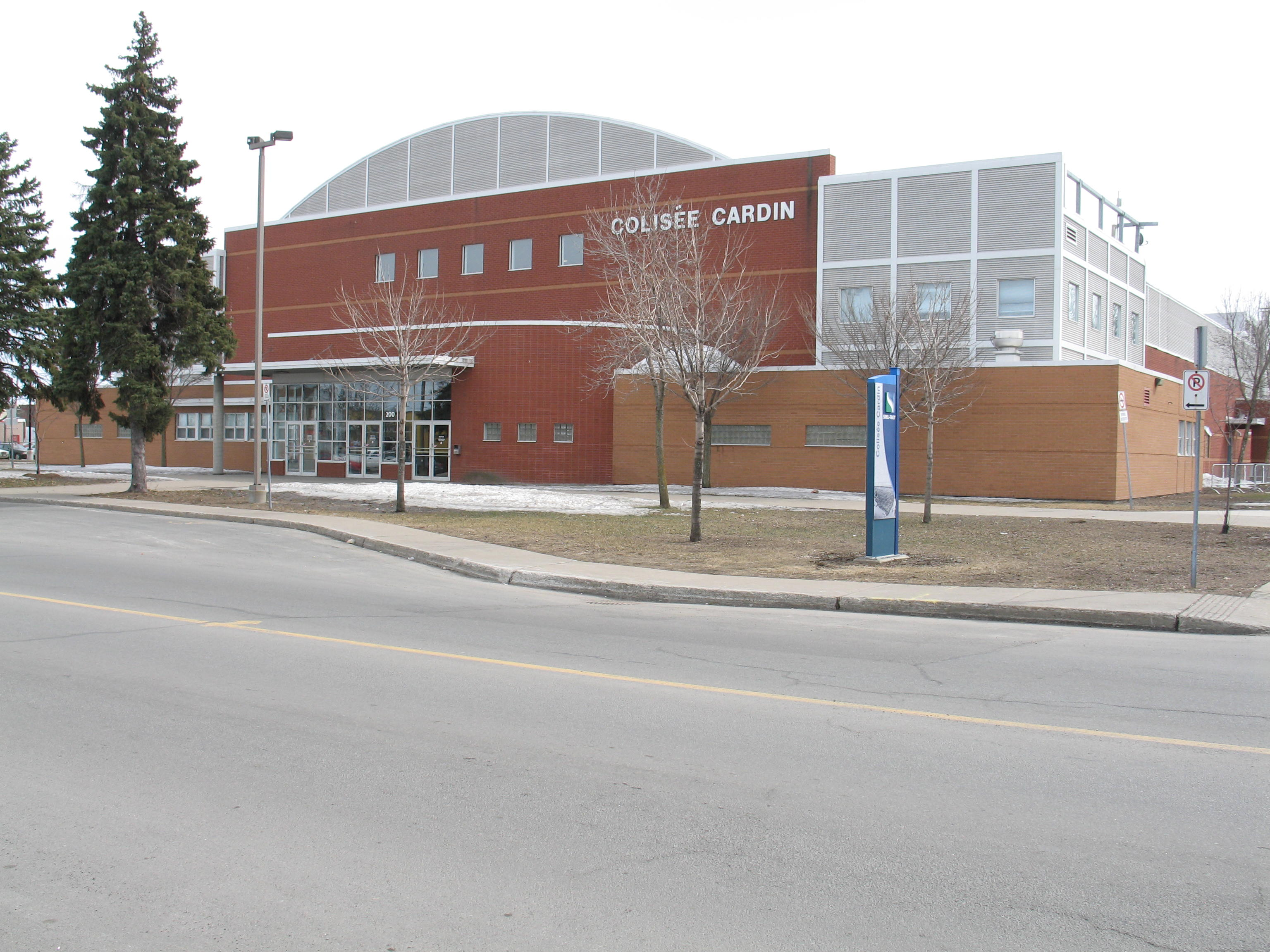
A Sorel-Tracy-i Colisée Cardin
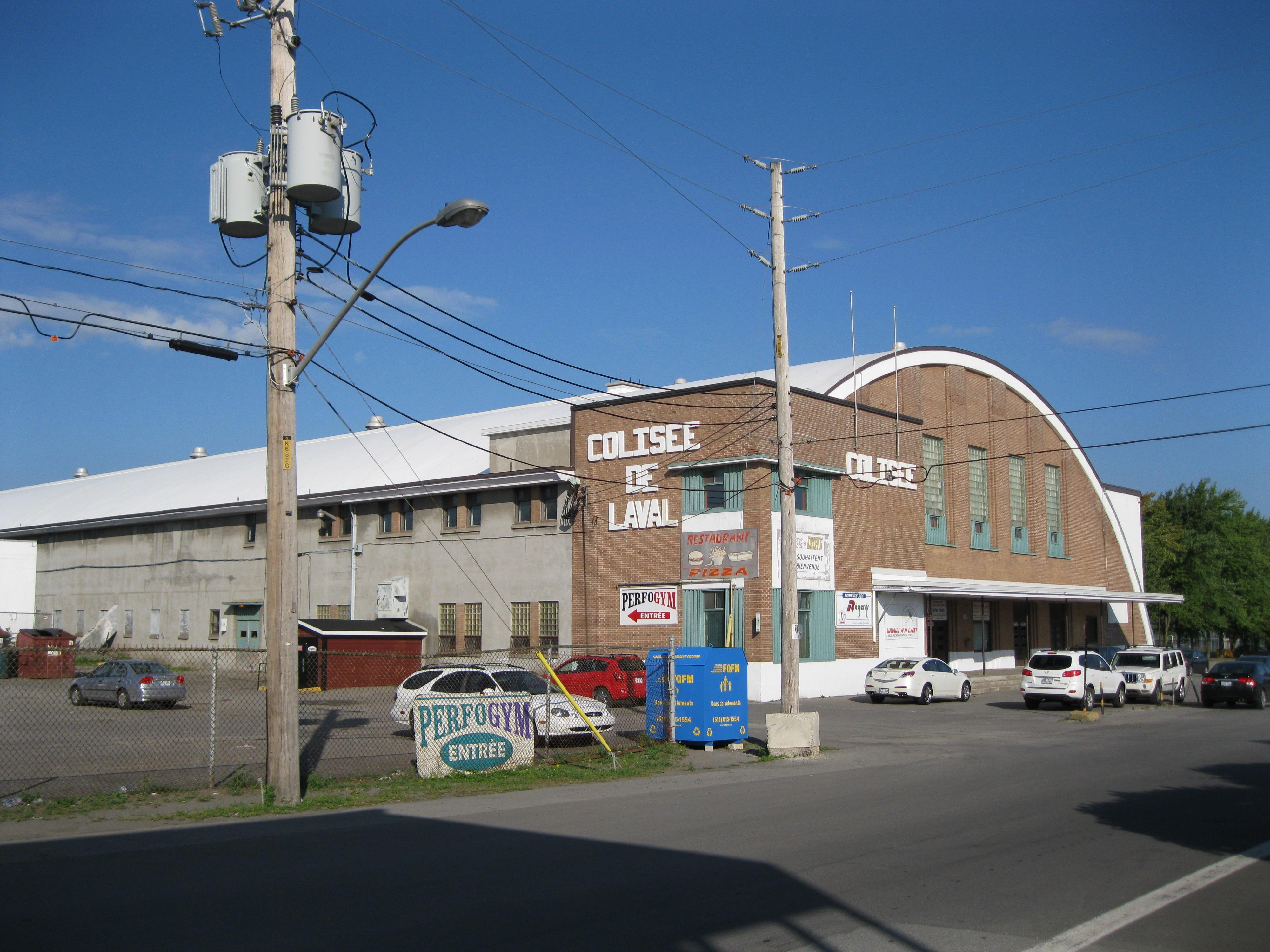
A lavali Colisée de Laval
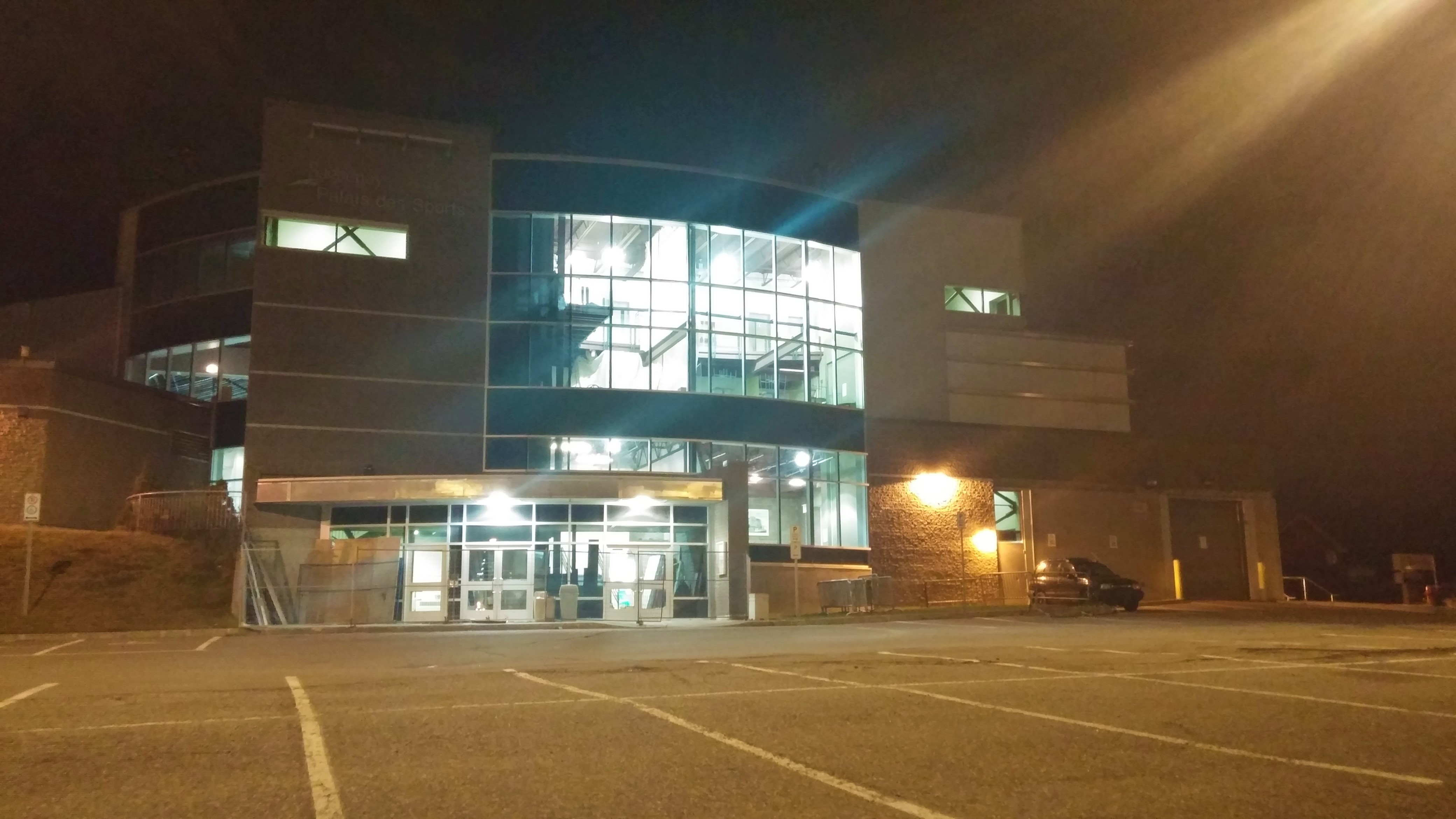
A saguenay-i Palais  des Sports de Saguenay

### Megszűnt csapatok
- Bâtisseurs de Montcalm (2022-23)
- Beaulieu d'Acton Vale (2000–01; a Saint-Hyacinthe Cousin lett)
- Nova d'Acton Vale (1996–2000; Acton Vale Beaulieu-re lett átnevezve)
- Aztèques d'Asbestos (1997–2001; Asbestos Dubé-re lett átnevezve)
- Aztèques d'Asbestos (2002–03; megszűnt)
- Dubé d'Asbestos (2001–02; Asbestos Aztèques-re lett átnevezve)
- Berlin BlackJacks (2018; 10 Berlinben töltött játék után az LNAH átvette a csapatot, és St-Jérôme-ba költöztette 2018-19-es szezon hátralévő részében Les Pétrôliers du Nord néven, azután a 2019-20-es szezontól ugyanazon néven Lavalba költözött)
- Cornwall River Kings (2012–16; megszűnt)
- As de Côte-de-Beaupré (2000–01; a Québec As lett, és Charlesbourg-ban játszott a 2001–2002-es szezonban és Beauport-ban a 2002–2003-es szezonban)
- Côte-de-Beaupré Caron et Guay (1999–2000; a Côte-de-Beaupré As lett)
- Granby Blitz (1997–2002; Granby Prédateurs-re lett átnevezve)
- Granby Prédateurs (2002–04; megszűnt)
- Haut-Richelieu Dragons (1996–97; Dragons d'Iberville-re lett átnevezve)
- Dragons d'Iberville (1997–98; Saint-Laurent Dragons-ra lett átnevezve)
- Blizzard de Joliette (1998–2000; Mission de Joliette-re lett átnevezve)
- Mission de Joliette (2000–02; a Saint-Jean-sur-Richelieu Mission lett)
- Jonquière Condors (1997–2002; Saguenay Paramédic-re lett átnevezve)
- Rapides de Lachute (1996–99; a Rapides de LaSalle lett)
- Rapides de LaSalle (1999–2003; megszűnt)
- Gladiateurs de ville des Laurentides (1996–97; a Sainte-Thérèse Chiefs lett)
- Chiefs de Laval (1998–2005; Laval Summum-Chiefs-re lett átnevezve)
- Laval Summum-Chiefs (2005–06; a Saint-Jean-sur-Richelieu Summum-Chiefs lett)
- Laval Braves (2013–14; Laval Predateurs-re lett átnevezve)
- Laval Predators (2014–17; megszűnt)
- Louiseville Jets (1996–97; megszűnt)
- Pont-Rouge Caron et Guay (2001–04; a Trois-Rivières Caron et Guay lett)
- Grand Portneuf de Pont-Rouge (1996–2001; Pont-Rouge Caron et Guay-re lett átnevezve)
- Québec As (1997–98; inaktív volt az 1998–99-es szezonban, és a Côte-de-Beaupré Caron et Guay lett)
- Québec As (2001–03; Radio X de Québec-re lett átnevezve, később Lois Jeans de Pont-Rouge-ra)
- Rive-Sud Chacals (1996–98; a Garaga de Saint-Georges lett)
- Rivière-du-Loup Promutuel (2001–04; megszűnt)
- Rivière-du-Loup CIMT (2008–10; 3L de Rivière-du-Loup-re lett átnevezve)
- Saguenay 98,3 (2008–09; Saguenay Marquis-ra lett átnevezve)
- Saguenay Fjord (2004–05; megszűnt 24 játék után)
- Saguenay Paramédic (2002–04; Saguenay Fjord-ra lett átnevezve)
- Ste-Marie Poutrelles Delta (2008; megszűnt a szezon alatt)
- Sainte-Thérèse Chiefs (1997–98; a Chiefs de Laval lett)
- Blizzard de Saint-Gabriel (1996–98; a Blizzard de Joliette lett)
- Garaga de Saint-Georges (1998–2005; CRS Express de Saint-Georges-re lett átnevezve)
- Saint-Hyacinthe Chiefs (2008–09; megszűnt)
- Saint-Hyacinthe Cousin (2001–05; Saint-Hyacinthe Cristal-ra lett átnevezve)
- Saint-Hyacinthe Cristal (2005–06; Saint-Hyacinthe Top Design-ra lett átnevezve)
- Saint-Hyacinthe Top Design (2006–08; Saint-Hyacinthe Chiefs-re lett átnevezve)
- Saint-Jean-sur-Richelieu Mission (2002–04; a Sorel-Tracy Mission lett)
- Saint-Jean-sur-Richelieu Summum-Chiefs (2006–08; a Saguenay 98.3 lett)
- Saint-Laurent Dragons (1998–2001; a Dragons de Verdun lett)
- Saint-François de Sherbrooke (2003–11; a Wild de Windsor lett)
- Sorel Dinosaures (1996–99; Sorel Royaux-ra lett átnevezve)
- Sorel Mission (2004–08)
- Sorel Royaux (1999–2004; megszűnt)
- Sorel-Tracy GCI (2010–11)
- Thetford Mines Coyotes (1996–2000; Prolab de Thetford Minesre lett átnevezve)
- Isothermic de Thetford Mines (2007–15; Assurancia de Thetford-ra lett átnevezve)
- Prolab de Thetford Mines (2000–07; Isothermic de Thetford Mines-re lett átnevezve)
- Trois-Rivières Blizzard (2014–17; Trois-Rivières Draveurs-re lett átnevezve)
- Draveurs de Trois-Rivières (2017–18; tagság vissza lett vonva)
- Vikings de Trois-Rivières (2003–04; megszűnt)
- Valleyfield Braves (2013; a Laval Braves lett a 2013–14 szezon során)
- Voyageurs de Vanier (1996–97; a Québec As lett, és Val-Bélair-be lett áthelyezve)
- Dragons de Verdun (2001–05; Verdun-Montréal Dragons-ra lett átnevezve)
- Verdun-Montréal Dragons (2005–06; megszűnt)
- 94 de Waterloo (1996–97; a Granby Blitz lett)
- Lacroix de Windsor (2001–03; a Saint-François de Sherbrooke lett)
- Papetiers de Windsor (1996–2001; Windsor Lacroix-ra lett átnevezve)
- Wild de Windsor (2011–12; a Cornwall River Kings lett)

## Bajnokok

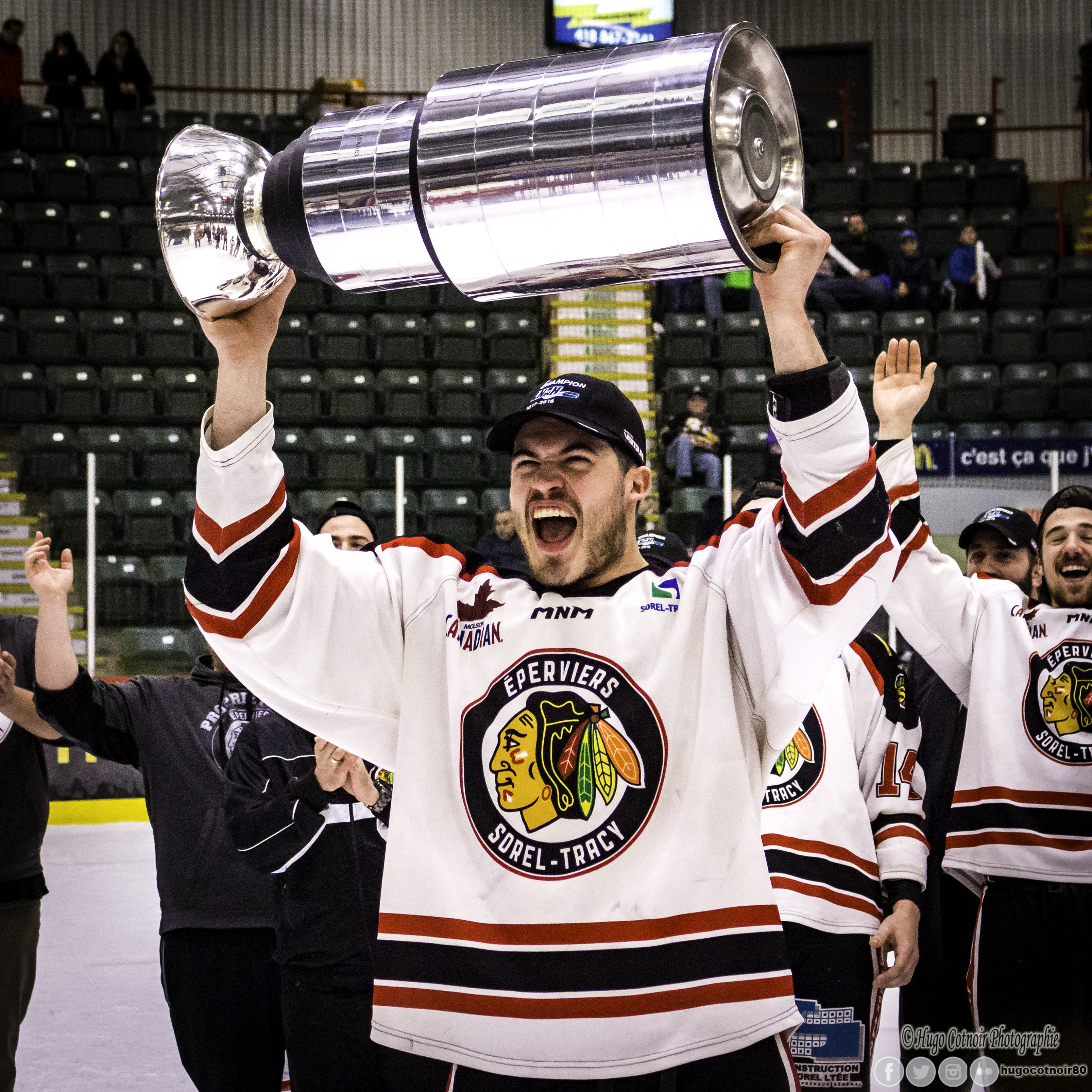
A Vertdure-kupát 2018-ban megnyerő Éperviers de Sorel-Tracy

| Csapat                                    | Kupák |
| ----------------------------------------- | ----- |
| Assurancia de Thetford                    | 4     |
| Marquis de Jonquière                      | 3     |
| Éperviers de Sorel-Tracy                  | 2     |
| Chiefs de Laval                           | 2     |
| Saint-François de Sherbrooke              | 2     |
| Cool FM 103,5 de Saint-Georges            | 2     |
| 3L de Rivière-du-Loup                     | 1     |
| Lois Jeans de Pont-Rouge                  | 1     |
| Caron et Guay de Trois-Rivières           | 1     |
| Summum-Chiefs de Saint-Jean-sur-Richelieu | 1     |
| Radio X de Québec                         | 1     |
| Dragons de Verdun                         | 1     |
| Mission de Joliette                       | 1     |
| Rapides de LaSalle                        | 1     |
| Blizzard de Joliette                      | 1     |
| Rapides de Lachute                        | 1     |
| Blizzard de Saint-Gabriel                 | 1     |

| Szezon  | Győztes                                                          | Döntő végeredménye                                               | Döntős                                                           | Alapszakasz győztese                                        |
| ------- | ---------------------------------------------------------------- | ---------------------------------------------------------------- | ---------------------------------------------------------------- | ----------------------------------------------------------- |
| 1996–97 | Blizzard de Saint-Gabriel                                        | 4-2                                                              | Nova d'Acton Vale                                                | Nova d'Acton Vale (56 pont)                                 |
| 1997–98 | Rapides de Lachute                                               | 4-2                                                              | Nova d'Acton Vale                                                | Grand Portneuf de Pont-Rouge (65 pont)                      |
| 1998–99 | Blizzard de Joliette                                             | 4-2                                                              | Garaga de Saint-Georges                                          | Blizzard de Joliette (59 pont)                              |
| 1999–00 | Rapides de LaSalle                                               | 4-2                                                              | Grand Portneuf de Pont-Rouge                                     | Garga de Saint-Georges (56 pont)                            |
| 2000–01 | Mission de Joliette                                              | 4-3                                                              | Garaga de Saint-Georges                                          | Garga de Saint-Georges (67 pont)                            |
| 2001–02 | Chiefs de Laval                                                  | 4-1                                                              | Prolab de Thetford Mines                                         | Garga de Saint-Georges (74 pont)                            |
| 2002–03 | Chiefs de Laval                                                  | 4-3                                                              | Prolab de Thetford Mines                                         | Prolab de Thetford Mines (93 pont)                          |
| 2003–04 | Dragons de Verdun                                                | 4-3                                                              | Garaga de Saint-Georges                                          | Prolab de Thetford Mines (82 pont)                          |
| 2004–05 | Radio X de Québec                                                | 4-2                                                              | Prolab de Thetford Mines                                         | Radio X de Québec (87 pont)                                 |
| 2005–06 | Saint-François de Sherbrooke                                     | 4-2                                                              | Prolab de Thetford Mines                                         | Radio X de Québec (87 pont)                                 |
| 2006–07 | Summum-Chiefs de Saint-Jean-sur-Richelieu                        | 4-0                                                              | Saint-François de Sherbrooke                                     | Summum-Chiefs de Saint-Jean-sur-Richelieu (66 pont)         |
| 2007–08 | Caron et Guay de Trois-Rivières                                  | 4-2                                                              | Isothermic de Thetford Mines                                     | Top Design de Saint-Hyacinthe (70 pont)                     |
| 2008–09 | Lois Jeans de Pont-Rouge                                         | 4-2                                                              | Isothermic de Thetford Mines                                     | Lois Jeans de Pont-Rouge (64 pont)                          |
| 2009–10 | CRS Express de Saint-Georges                                     | 4-2                                                              | Saint-François de Sherbrooke                                     | Saint-François de Sherbrooke (58 pont)                      |
| 2010–11 | Saint-François de Sherbrooke                                     | 4-0                                                              | Cool FM 103,5 de Saint-Georges                                   | Cool FM 103,5 de Saint-Georges (61 pont)                    |
| 2011–12 | Isothermic de Thetford Mines                                     | 4-2                                                              | Wild de Windsor                                                  | Marquis de Saguenay (61 pont)                               |
| 2012–13 | Marquis de Jonquière                                             | 4-2                                                              | HC Carvena de Sorel-Tracy                                        | Marquis de Jonquière (56 pont)                              |
| 2013–14 | Marquis de Jonquière                                             | 4-3                                                              | Isothermic de Thetford Mines                                     | Viking de Trois-Rivières (61 pont)                          |
| 2014–15 | Isothermic de Thetford Mines                                     | 4-1                                                              | Éperviers de Sorel-Tracy                                         | Éperviers de Sorel-Tracy (62 pont)                          |
| 2015–16 | 3L de Rivière-du-Loup                                            | 4-3                                                              | Éperviers de Sorel-Tracy                                         | Marquis de Jonquière (56 pont)                              |
| 2016–17 | Marquis de Jonquière                                             | 4-0                                                              | Assurancia de Thetford                                           | Marquis de Jonquière (63 pont)                              |
| 2017–18 | Éperviers de Sorel-Tracy                                         | 4-2                                                              | 3L de Rivière-du-Loup                                            | Éperviers de Sorel-Tracy (52 pont)                          |
| 2018–19 | Éperviers de Sorel-Tracy                                         | 4-2                                                              | Marquis de Jonquière                                             | Assurancia de Thetford (48 pont)                            |
| 2019–20 | A szezon rájátszásait a Covid19-járvány miatt nem játszották le. | A szezon rájátszásait a Covid19-járvány miatt nem játszották le. | A szezon rájátszásait a Covid19-járvány miatt nem játszották le. | Assurancia de Thetford (52 pont)                            |
| 2020–21 | A teljes szezont a Covid19-járvány miatt nem indították el.      | A teljes szezont a Covid19-járvány miatt nem indították el.      | A teljes szezont a Covid19-járvány miatt nem indították el.      | A teljes szezont a Covid19-járvány miatt nem indították el. |
| 2021–22 | Assurancia de Thetford                                           | 4-0                                                              | Les Pétroliers du Nord                                           | Assurancia de Thetford (43 pont)                            |
| 2022–23 | Cool FM 103,5 de Saint-Georges                                   | 4-2                                                              | Assurancia de Thetford                                           | Les Pétroliers du Nord (48 pont)                            |
| 2023–24 | Assurancia de Thetford                                           | 4-2                                                              | 3L de Rivière-du-Loup                                            | Les Pétroliers de Laval (49 pont)                           |
| 2024–25 | Éperviers de Sorel-Tracy                                         | 4-2                                                              | 3L de Rivière-du-Loup                                            | Cool FM 103,5 de Saint-Georges (52 pont)                    |

## Kitüntetések

### Csapatnak járó trófeák
- Evirum-kupa (Coupe Evirum): A rájátszássorozatot megnyerő csapatnak járó trófea. 1996-ban lett létrehozva.
- Elnöki trófea (Coupe du Commissaire): Az alapszakaszban a legtöbb pontot szerző csapatnak járó trófea. 1996-ban lett létrehozva.
- Mario Deguise-trófea (Trophée Mario-Deguise): A nyugati csoport győztesének járó trófea. 1996-ban lett létrehozva, 2004-ben lett utoljára kiosztva.
- Középső csoport trófeája (Trophée de la division centrale): A középső csoport győztesének járó trófea. 1996-ban lett létrehozva, 1999-ben lett utoljára kiosztva.
- Serge Léveillée-trófea (Trophée Serge-Léveillée): A keleti csoport győztesének járó trófea. 1996-ban lett létrehozva, 2004-ben lett utoljára kiosztva.
- Gilles Lefebvre-trófea (Trophée Gilles-Lefebvre): A legjobb csapatnak járó trófea. 1999-ben létrehozva, 2010-ben lett utoljára kiosztva.

### Egyéni trófeák
- Claude Larose-trófea (Trophée Claude-Larose): A csapatában leghasznosabb játékosnak járó díj. 1996-ban lett létrehozva.
- Éric Messier-trófea (Trophée Éric-Messier): A legjobb hátvédnek járó díj. 1996-ban lett létrehozva.
- Guy Lafleur-trófea (Trophée Guy-Lafleur): Az alapszakaszban a legtöbb pontot szerző játékosnak járó díj. 1996-ban lett létrehozva.
- Maurice Richard-trófea (Trophée Maurice-Richard): Az alapszakaszban a legtöbb gólt szerző játékosnak járó díj. 1996-ben lett létrehozva.
- Serge-Léveillée-trófea (Trophée Serge-Léveillée): A legjobb edzőnek járó díj. 1996-ban lett létrehozva.
- Jonathan-Delisle-trófea (Trophée Jonathan-Delisle): Legjobb irányítói képességű játékosnak járó trófea. 2006-ban lett létrehozva.
- Mario Deguise-trófea (Trophée Mario-Deguise):  A rájátszásokban leghasznosabb játékosnak járó trófea. 1996-ban lett létrehozva.
- Legjobb kapus trófea (Trophée du meilleur gardien de but): A legjobb kapusnak járó trófea. 1996-ban lett létrehozva.

- Legsportszerűbb játékos (Trophée du joueur le plus gentilhomme): A nagyfokú sportszerűség mellett kiemelkedő teljesítményt nyújtó játékosnak járó díj. 1999-ben lett létrehozva.
- Védekező újonc (Trophée de la recrue défensive): Az első ligában eltöltött évében a legjobb védekezői teljesítményt nyújtó újonc játékosnak járó díj. 1998-ban lett létrehozva.
- Támadó újonc (Trophée de la recrue offensive): Az első ligában eltöltött évében a legjobb támadói teljesítményt nyújtó újonc játékosnak járó díj. 1998-ban lett létrehozva.
- Gaston Gagné-trófea (Trophée Gaston-Gagné): Annak a játékosnak vagy csapatnak járó trófea, amelyik a legjobban előmozdította az LNAH vagy a csapata ügyét. 2004-ben lett létrehozva.

## Équipes d'étoiles
- 1996-97: Guy Moore, Michel Caron, François Paquette, Denis Paul, Jean Bourgeois, Richard Pion, Francis Breault[43]
- Denis Desbiens, Claude Barthe, René Camiré, Hugues Laliberté, Gaby McDuff, Stéphane Groleau, Benoît Tremblay
- 1997-98: Guy Moore, Michel Caron, Yves Beaudoin, Hugues Laliberté, Jason Boudrias, Steve Cadieux, Francis Breault
- Sylvain Lauzière, Simon Cloutier, Marco Lemay, Denis Paul, Martin Duval, Dominique Côté, Benoît Tremblay
- 1998-99: Guy Moore, Michel Caron, François Paquette, Denis Paul, Jean Bourgeois, Martin Duval, Dany Desjardins
- Jean-Claude Bergeron, François Morin, Marco Lemay, Hugues Laliberté, Yves Bertrand, Richard Grave,l Francis Breault
- 2000-01: Guy Moore, Steve Gosselin, Sylvain Thibault, Jean Bourgeois, Michel Saint-Jacques, Michel Mongeau, André Côté
- Patrick Labrecque, Daniel Poudrier, Yannick Jean, Mario Debenedictis, Frédéric Vermette, Patrick Bisaillion, Simon Boutin
- 2001-02: Frédéric Beaubien, Steve Gosselin, Stan Melanson, Martin Chouinard, Jean Blouin, Dominic Perna
- Dany Lavoie, Yannick Jean, Daniel Poudrier, Michel Mongeau, Dominic Maltais, Éric Bellerose, Michel Saint-Jacques
- 2002-03: Frédéric Deschênes, Jean-Marc Richard, Daniel Poudrier, Patrice Tardif, Mathieu Benoît, David Thibault
- Luc Bélanger, Steven Low, Stéphan Dugal, Mario Debénédictis, Frédéric Vermette, Claude Savoile, Charles Poulin
- 2003-04: Jean-François Labbé, Steve Gosselin, Simon Olivier, Yannick Landry, Samuel Paquet, Philippe Audet
- Luc Bélanger, Éric Lavigne, Steven Low, David St-Pierre, Éric Doucet, Dominic Chiasson
- 2004-05: Luc Bélanger, Francis Nault, Steven Low, James Desmarais, Alexandre Tremblay, Michel Picard
- 2005-06: Éric Fichaud, Éric Lavigne, Frédéric Bouchard, David St-Pierre, Jonathan Delisle, Marco Charpentier
- 2006-07: Olivier Michaud,Pierre-Luc Courchesne, Simon Olivier, Frédéric Bouchard, Sylvain Rodier, Marco Charpentier, Michel Picard
- 2007-08: Jonathan Pelletier, Francis Nault, Dominic Périard, Yann Joseph, Marco Charpentier,Éric Lecompte
- 2008-09: Luc Bélanger, Louis Mandeville, Christian Laflamme, Kévin Cloutier, Robert Guillet, Chad Lacasse
- 2009-10: David Guerrera, Louis Mandeville, David Cloutier, Mathieu Dumas, Jesse Bélanger, Simon Laliberté, Jean-François Boutin
- 2010-11: Frédéric Deschênes, Jean-Philippe Morin, François Groleau, Kévin Cloutier, Jean-François Laplante, Francis Charette
- 2011-12: Julien Ellis, Matthew Medley, Pierre-Olivier Beaulieu, Steve Brûlé, Francis Charette, Yannick Tremblay
- 2012-13: Loic Lacasse, Bruno St-Jacques, Sasha Pokulok, Gregory Dupré, Francis Charette, Michel Ouellet
- 2013-14: Marco Cousineau, Bruno St-Jacques, Nicolas Dumoulin, Dominic Léveillé, Francis Charette, Michel Ouellet
- 2014-15: Pier-Olivier Pelletier, Samuel Carrier, Simon Danis-Pépin, Pierre-Luc O'Brien, Marco Charpentier, Yannick Riendeau
- 2015-16: Loic Lacasse, Matthew Medley, Francis Trudel, Sylvain Deschatelets, Marco Charpentier, Thomas Beauregard
- 2016-17: Adam Russo, Matthew Medley, Jonathan Paiement, Jonathan Bellemare, Marco Charpentier, Christian Ouellet
- 2017-18: Adam Russo, Matthew Medley, Francis Trudel, Marc-André Tourigny, Kéven Veilleux, Alexandre Quesnel
- 2018-19: Philippe Cadorette, Matthew Medley, Mathieu Brisebois, Maxime Macenauer, Maxime Villemaire, Yannick Riendeau
- 2019-20: Étienne Marcoux, Sasha Pokulok, Simon Bourque, Maxime Macenauer, Maxime Lecours, Nicolas Poulin, Yannick Riendeau
- 2021-22: Étienne Marcoux, Mathieu Brisebois, Philippe Bureau-Blais, Maxime St-Cyr, Alexandre Goulet, Alexandre Picard
- 2022-23: Philippe Cadorette, Nathan Larose, Gabriel Bilodeau, Maxime Macenauer, André Bouvet-Morrissette, Nicolas Poulin
- 2023-24: Tristan Bérubé, Mathieu Gagnon, Nathan Larose, Jonathan Joannette, Maxime St-Cyr, Louick Marcotte
- 2024-25: Philippe Desrosiers, Tristan Pomerleau, Dominic Talbot-Tassi, Simon-Claude Blackburn, Anthony Verret,Maxime Lacroix, Maxime Lacroix

## Játékosok

### 500 pontot elérő játékosok
Az LNAH-ban legalább 500 pontot szerző játékosok 2023 februárjáig.
| Név                 | Csapat                          | LSZ | LM  | GSZ | ASZ | PSZ | Visszavonulás |
| ------------------- | ------------------------------- | --- | --- | --- | --- | --- | ------------- |
| Kéven Cloutier      | CRS Express de Saint-Georges    | 16  | 623 | 326 | 618 | 944 | aktív         |
| Mathieu Benoît      | Mission de Sorel-Tracy          | 12  | 542 | 328 | 453 | 781 | 2014          |
| Marco Charpentier   | Pétroliers du Nord              | 11  | 439 | 312 | 387 | 699 | 2019          |
| Christian Deschênes | HC Carvena de Sorel-Tracy       | 17  | 570 | 239 | 446 | 685 | 2017          |
| Simon Laliberté     | Caron et Guay de Trois-Rivières | 15  | 488 | 229 | 435 | 664 | 2016          |
| Martin Duval        | Cousin de Saint-Hyacinthe       | 10  | 402 | 250 | 411 | 661 | 2006          |
| Yannick Landry      | CIMT de Rivière-du-Loup         | 12  | 547 | 219 | 432 | 651 | 2013          |
| Yann Joseph         | Assurancia de Thetford Mines    | 17  | 546 | 179 | 472 | 651 | aktív         |
| Dominic Chiasson    | Marquis de Saguenay             | 13  | 504 | 303 | 341 | 644 | 2016          |
| Yannick Tremblay    | Saint-François de Sherbrooke    | 12  | 490 | 255 | 356 | 611 | 2014          |
| Claude Morin        | Radio X de Québec               | 8   | 381 | 206 | 391 | 597 | 2009          |
| Grégory Dupré       | Éperviers de Sorel-Tracy        | 13  | 538 | 244 | 344 | 588 | 2016          |
| Hugues Laliberté    | Cousin de Saint-Hyacinthe       | 11  | 344 | 219 | 351 | 570 | 2007          |
| David St-Pierre     | Mission de Sorel-Tracy          | 8   | 354 | 191 | 379 | 570 | 2011          |
| Dominic Maltais     | Saint-François de Sherbrooke    | 10  | 388 | 236 | 314 | 550 | 2010          |
| Frédéric Vermette   | Garaga de Saint-Georges         | 10  | 341 | 217 | 328 | 545 | 2006          |
| Denis Paul          | Chiefs de Laval                 | 7   | 260 | 204 | 314 | 518 | 2003          |
| Christian Sbrocca   | Mission de Sorel-Tracy          | 9   | 319 | 169 | 341 | 510 | 2007          |

### Visszavonultatott mezszámok
| Név                    | Csapat                                    | Mezszám | Poszt       | Visszavonultatás éve |
| ---------------------- | ----------------------------------------- | ------- | ----------- | -------------------- |
| Francis Lapointe       | Garaga de Saint-Georges                   | 16      | jobbszélső  | 2001                 |
| Mario Roberge          | Garaga de Saint-Georges                   | 32      | balszélső   | 2004                 |
| Jonathan Delisle       | Garaga de Saint-Georges                   | 44      | jobbszélső  | 2006                 |
| Pierre Gendron         | Summum-Chiefs de Saint-Jean-sur-Richelieu | 21      | középcsatár | 2007                 |
| Hugues Laliberté       | Summum-Chiefs de Saint-Jean-sur-Richelieu | 30      | középcsatár | 2007                 |
| David Thibeault        | Prolab de Thetford Mines                  | 44      | balszélső   | 2008                 |
| David Thibeault        | Caron et Guay de Trois-Rivières           | 44      | balszélső   | 2011                 |
| Steve Gosselin         | Garaga de Saint-Georges                   | 23      | védő        | 2011                 |
| Simon Robidas          | Wild de Windsor                           | 4       | védő        | 2012                 |
| David Saint-Pierre     | Éperviers de Sorel-Tracy                  | 47      | középcsatár | 2012                 |
| Jean-François Béliveau | 3L de Rivière-du-Loup                     | 17      | balszélső   | 2013                 |
| André Martineau        | Prolab de Thetford Mines                  | 11      | középcsatár | 2013                 |
| Sylvain Rodier         | Caron et Guay de Trois-Rivières           | 22      | középcsatár | 2014                 |
| Patrice Tardif         | Prolab de Thetford Mines                  | 40      | középcsatár | 2016                 |
| Jesse Bélanger         | Garaga de Saint-Georges                   | 26      | középcsatár | 2017                 |
| Christian Deschênes    | Éperviers de Sorel-Tracy                  | 8       | jobbszélső  | 2018                 |
| Serge Poudrier         | Prolab de Thetford Mines                  | 27      | védő        | 2019                 |

## Korábbi NHL-játékosok a ligában
Azok az LNAH-játékosok, akik legalább egy meccset játszottak az NHL-ben 2023 februárjáig.
- Patrick Côté ( Dallas Stars, Nashville Predators, Edmonton Oilers)
- Michel Picard (Hartford Whalers, San Jose Sharks, Ottawa Senators, St. Louis Blues, Edmonton Oilers, Philadelphia Flyers
- Stéphane Richer (Montréal Canadiens, New Jersey Devils, Tampa Bay Lightning, St. Louis Blues, Pittsburgh Penguins
- Bobby Dollas (Winnipeg Jets, Quebec Nordiques, Detroit Red Wings, Mighty Ducks of Anaheim, Edmonton Oilers, Pittsburgh Penguins, Calgary Flames,Ottawa Senators, San Jose Sharks)
- Guillaume Lefebvre (Philadelphia Flyers, Pittsburgh Penguins, Boston Bruins
- Garrett Burnett (Mighty Ducks of Anaheim)
- Daniel Shank (Detroit Red Wings, Hartford Whalers)
- François Leroux (Edmonton Oilers, Ottawa Senators, Pittsburgh Penguins, Colorado Avalanche
- Jeremy Stevenson (Mighty Ducks of Anaheim, Nashville Predators, Minnesota Wild, Dallas Stars)
- Éric Fichaud (New York Islanders, Nashville Predators, Carolina Hurricanes, Montréal Canadiens)
- Mario Roberge (Montréal Canadiens)
- David Gosselin (Nashville Predators)
- Michel Ouellet (Pittsburgh Penguins, Tampa Bay Lightning, Vancouver Canucks)
- Jesse Bélanger (Montréal Canadiens, Florida Panthers, Vancouver Canucks, Edmonton Oilers, New York Islanders)
- Donald Brashear (Montréal Canadiens, Vancouver Canucks, Philadelphia Flyers, Washington Capitals, New York Rangers)
- Yves Racine (Detroit Red Wings, Philadelphia Flyers, Montréal Canadiens, San Jose Sharks, Calgary Flames, Tampa Bay Lightning)
- Anthony Stewart (Florida Panthers, Atlanta Thrashers, Carolina Hurricanes)
- Juraj Kolník (New York Islanders, Florida Panthers)
- Sylvain Blouin (New York Rangers, Montréal Canadiens, Minnesota Wild)
- Sébastien Caron (Pittsburgh Penguins, Chicago Blackhawks, Anaheim Ducks, Tampa Bay Lightning)
- Mathieu Biron (New York Islanders, Tampa Bay Lightning, Florida Panthers, Washington Capitals)
- Marc-André Bergeron (Edmonton Oilers, New York Islanders, Anaheim Ducks, Minnesota Wild, Montréal Canadiens, Tampa Bay Lightning, Carolina Hurricanes)
- Sébastien Charpentier (Washington Capitals)
- Patrick Boileau (Washington Capitals, Detroit Red Wings, Pittsburgh Penguins)
- Olivier Michaud (Montréal Canadiens)
- Nathan Perrott (Nashville Predators, Toronto Maple Leafs, Dallas Stars)
- Christian Proulx (Montréal Canadiens)
- Philippe DeRouville (Pittsburgh Penguins)
- Link Gaetz (Minnesota North Stars, San Jose Sharks)
- Patrice Tardif (St. Louis Blues, Los Angeles Kings)
- Daniel Poudrier (Quebec Nordiques)
- Marquis Mathieu (Boston Bruins)
- Gaétan Royer (Tampa Bay Lightning)
- Eric Lavigne (Los Angeles Kings)
- Daniel Goneau (New York Rangers)
- Maxime Ouellet (Philadelphia Flyers, Washington Capitals, Vancouver Canucks)
- Alain Côté (Boston Bruins, Montréal Canadiens, Tampa Bay Lightning, Québec Nordiques)
- Alexandre Picard (Columbus Blue Jackets)
- André Racicot (Montréal Canadiens)
- Bruce Shoebottom (Boston Bruins)
- Bruno Saint-Jacques (Philadelphia Flyers, Carolina Hurricanes, Mighty Ducks of Anaheim)
- Cédrick Desjardins (Tampa Bay Lightning)
- Christian Laflamme (Chicago Blackhawks, Edmonton Oilers, Montréal Canadiens, St. Louis Blues)
- Christian Tanguay (Québec Nordiques)
- Claude Lapointe (Québec Nordiques, Colorado Avalanche, Calgary Flames, New York Islanders, Philadelphia Flyers)
- Claude Larose (New York Rangers)
- Corey Foster (New Jersey Devils, Philadelphia Flyers, Pittsburgh Penguins, New York Islanders, Ottawa Senators)
- Craig Martin (Winnipeg Jets, Florida Panthers)
- Dan Lapierre (St. Louis Blues, Ottawa Senators)
- Daniel Gauthier (Chicago Blackhawks)
- Daniel Goneau (New York Rangers)
- Daniel Guérard (Ottawa Senators)
- Daniel Lacroix (New York Rangers, Boston Bruins, Philadelphia Flyers, Edmonton Oilers, New York Islanders)
- Daniel Marois (Toronto Maple Leafs, New York Islanders, Boston Bruins, Dallas Stars)
- Daniel Poudrier (Québec Nordiques)
- Daniel Vincelette (Chicago Blackhawks, Québec Nordiques)
- Dean Melanson (Buffalo Sabres, Washington Capitals)
- Denis Hamel (Buffalo Sabres, Ottawa Senators, Atlanta Thrashers, Philadelphia Flyers)
- Dennis Vial (New York Rangers, Detroit Red Wings, Ottawa Senators)
- Dody Wood (San Jose Sharks
- Dominic Roussel (Philadelphia Flyers, Winnipeg Jets, Mighty Ducks of Anaheim, Edmonton Oilers)
- Éric Bertrand (New Jersey Devils, Atlanta Thrashers, Montréal Canadiens)
- Éric Charron (Montréal Canadiens, Tampa Bay Lightning, Washington Capitals, Calgary Flames)
- Éric Houde (Montréal Canadiens)
- Éric Meloche (Pittsburgh Penguins, Philadelphia Flyers)
- Francis Bélanger (Montréal Canadiens)
- Francis Lessard (Atlanta Thrashers, Ottawa Senators)
- Francis Wathier (Dallas Stars)
- François Groleau (Montréal Canadiens)
- Frank Bialowas (Toronto Maple Leafs)
- Frédéric St-Denis (Montréal Canadiens, Columbus Blue Jackets)
- Gilles Thibaudeau (Montréal Canadiens, Toronto Maple Leafs, New York Islanders)
- Guillaume Lefebvre (Philadelphia Flyers, Pittsburgh Penguins, Boston Bruins)
- Jacques Mailhot (Québec Nordiques
- Jason Simon (New York Islanders, Phoenix Coyotes)
- Jean-Claude Bergeron (Montréal Canadiens, Tampa Bay Lightning, Los Angeles Kings)
- Jean-François Jacques (Edmonton Oilers, Anaheim Ducks)
- Jean-François Labbé (New York Rangers, Columbus Blue Jackets)
- Jean-Marc Richard (Québec Nordiques)
- Jean-Marc Routhier (Québec Nordiques)
- Jean-Yves Leroux (Chicago Blackhawks)
- Jere Gillis (Vancouver Canucks, New York Rangers, Québec Nordiques, Buffalo Sabres, Philadelphia Flyers)
- Jérémy Duchesne (Philadelphia Flyers
- Jean-François Damphousse (New Jersey Devils)
- Jim Hrivnak (Washington Capitals, Winnipeg Jets, St. Louis Blues)
- Jim McGeough (Washington Capitals, Pittsburgh Penguins)
- Joël Baillargeon (Winnipeg Jets, Québec Nordiques)
- Junior Lessard (Dallas Stars, Tampa Bay Lightning)
- Karel Bétik (Tampa Bay Lightning)
- Kristian Kudroč (Tampa Bay Lightning, Florida Panthers)
- Louis Robitaille (Washington Capitals)
- Marc Labelle (Dallas Stars)
- Marcel Cousineau (Toronto Maple Leafs, New York Islanders, Los Angeles Kings)
- Mario Brunetta (Québec Nordiques)
- Mark Major (Detroit Red Wings)
- Martin Brochu (Washington Capitals, Vancouver Canucks, Pittsburgh Penguins)
- Martin Gendron (Washington Capitals, Chicago Blackhawks
- Martin Grenier (Phoenix Coyotes, Vancouver Canucks, Philadelphia Flyers)
- Martin Simard (Calgary Flames, Tampa Bay Lightning)
- Mathieu Chouinard (Los Angeles Kings)
- Mathieu Descoteaux (Montréal Canadiens)
- Mathieu Roy (Edmonton Oilers, Columbus Blue Jackets, Tampa Bay Lightning)
- Maxime Macenauer (Anaheim Ducks)
- Michel Mongeau (St. Louis Blues, Tampa Bay Lightning)
- Normand Aubin (Toronto Maple Leafs)
- Normand Rochefort (Québec Nordiques, New York Rangers, Tampa Bay Lightning)
- Pat Kavanagh (Vancouver Canucks, Philadelphia Flyers)
- Patrick Bordeleau (Colorado Avalanche)
- Patrick Labrecque (Montréal Canadiens)
- Patrick Lebeau (Montréal Canadiens, Calgary Flames, Florida Panthers, Pittsburgh Penguins)
- Paul Brousseau (Colorado Avalanche, Tampa Bay Lightning, Florida Panthers)
- Philippe Audet (Detroit Red Wings)
- Pierre Lacroix (Québec Nordiques, Hartford Whalers)
- Pierre Rioux (Calgary Flames)
- Pierre Sévigny (Montréal Canadiens, New York Rangers)
- Pierre-Luc Létourneau-Leblond (New Jersey Devils, Calgary Flames, Pittsburgh Penguins)
- Rémi Royer (Chicago Blackhawks)
- Rich Parent (St. Louis Blues, Tampa Bay Lightning, Pittsburgh Penguins)
- Rob Murphy (Vancouver Canucks, Ottawa Senators, Los Angeles Kings)
- Sasha Lakovic (Calgary Flames, New Jersey Devils)
- Sean McKenna (Buffalo Sabres, Los Angeles Kings, Toronto Maple Leafs)
- Sean McMorrow (Buffalo Sabres)
- Serge Roberge (Québec Nordiques)
- Simon Gamache (Atlanta Thrashers, Nashville Predators, St. Louis Blues, Toronto Maple Leafs)
- Stéphane Guérard (Québec Nordiques)
- Stéphane Morin (Québec Nordiques, Vancouver Canucks)
- Stéphane Roy (Minnesota North Stars)
- Steve Brûlé (Colorado Avalanche)
- Steve Larouche (Ottawa Senators, New York Rangers, Los Angeles Kings)
- Sylvain Couturier (Los Angeles Kings)
- Troy Crowder (Vancouver Canucks, Los Angeles Kings, Detroit Red Wings, New Jersey Devils)
- Yann Sauvé (Vancouver Canucks)
- Yves Beaudoin (Washington Capitals)
- Yves Sarault (Montréal Canadiens, Calgary Flames, Colorado Avalanche, Ottawa Senators, Atlanta Thrashers, Nashville Predators)

## Megítélés
2019-ben egy Pétroliers du Nord - Marquis de Jonquière mérkőzésen a Marquis fekete bőrszínű játékosát, Jonathan Diabyt inzultus érte a közönség tagjaitól játék közben. A rasszista incidenst a liga vezetése és Québec miniszterelnöke, François Legault is elítélte. 2004-ben a Laval Chiefs csapat 2001-02-es szezonjáról egy film készült Les Chiefs címmel Jason Gileno rendezésében. 2005. augusztus 27-én Battle of the Hockey Enforcers néven egy bokszmérkőzést szerveztek a Brit Columbiában található Prince George-ban, aminek keretében a jégkorongozók jégkorongfelszerelésben verekedve mérkőztek meg egymással a jégen. Az eseményen részt vevő 15 játékos közül 10 játszott akkoriban az LNAH-ban.

## Nézettség

### Átlagos nézőszámok
| Szezon  | Átlagos nézőszám | Legnézettebb csapat         |
| ------- | ---------------- | --------------------------- |
| 2022-23 | 1 248            | Marquis de Jonquière (1853) |
| 2023-24 | 1 590            | Marquis de Jonquière (2352) |

### Rekordok
| Dátum              | Jégcsarnok            | Hazai                      | Vendég                         | Nézőszám |
| ------------------ | --------------------- | -------------------------- | ------------------------------ | -------- |
| 2006. március 26.  | Auditorium            | Dragons de Verdun          | CRS Express de Saint-Georges   | 196      |
| 2014. február 14.  | Colisée Laval         | Braves de Laval            | Vikings de Trois-Rivières      | 252      |
| 2018. október 13.  | Notre Dame arena      | Berlin BlackJacks          | 3L de Rivière-du-Loup          | 253      |
| 2022. december 17. | Complexe JC Perreault | Bâtisseurs de Montcalm     | Marquis de Jonquière           | 307      |
| 2018. január 6.    | Colisée               | Draveurs de Trois-Rivieres | Cool FM 103,5 de Saint-Georges | 310      |
| 2018. október 27.  | Notre Dame arena      | Berlin BlackJacks          | Éperviers de Sorel-Tracy       | 320      |
| 2004. november 20. | Palais des Sports     | Fjord du Saguenay          | Chiefs de Laval                | 380      |
| 2013. december 14. | Colisée Laval         | Braves de Laval            | 3L de Rivière-du-Loup          | 387      |
| 2012. március 24.  | Centre J-A Lemay      | Wild de Windsor            | Cool FM 103,5 de Saint-Georges | 394      |
| 2015. október 11.  | Colisée Laval         | Prédateurs de Laval        | Cool FM 103,5 de Saint-Georges | 409      |
| 2012. január 12.   | Centre J-A Lemay      | Wild de Windsor            | Cool FM 103,5 de Saint-Georges | 410      |
| 2014. október 12.  | Colisée Laval         | Prédateurs de Laval        | Cool FM 103,5 de Saint-Georges | 425      |
| 2014. november 9.  | Colisée Laval         | Prédateurs de Laval        | Cool FM 103,5 de Saint-Georges | 425      |
| 2020. február 12.  | Colisée Laval         | Les Pétroliers du Nord     | Assurancia de Thetford         | 425      |
| 2018. október 6.   | Notre Dame arena      | Berlin BlackJacks          | Éperviers de Sorel-Tracy       | 445      |

| Dátum                | Jégcsarnok          | Hazai                           | Vendég                                    | Nézőszám |
| -------------------- | ------------------- | ------------------------------- | ----------------------------------------- | -------- |
| 2006. március 3.     | Auditorium          | Dragons de Verdun               | Caron et Guay de Trois-Rivières           | 7 495    |
| 2006. március 24.    | Auditorium          | Dragons de Verdun               | Saint-François de Sherbrooke              | 4 502    |
| 2004. október 15.    | Palais des sports   | Saint-François de Sherbrooke    | Radio X de Québec                         | 4 422    |
| 2012. október 20.    | Ed-Lumley           | Riverkings de Cornwall          | Caron et Guay de Trois-Rivières           | 4 171    |
| 2005. január 28.     | Palais des sports   | Saint-François de Sherbrooke    | Mission de Sorel-Tracy                    | 3 839    |
| 2004. november 12.   | Palais des sports   | Saint-François de Sherbrooke    | Radio X de Québec                         | 3 832    |
| 2006. december 28.   | Palais des sports   | Saint-François de Sherbrooke    | Summum-Chiefs de Saint-Jean-sur-Richelieu | 3 627    |
| 2012. október 27.    | Ed-Lumley           | Riverkings de Cornwall          | Marquis de Jonquière                      | 3 517    |
| 2004. október 22.    | Colisée             | Caron et Guay de Trois-Rivières | Radio X de Québec                         | 3 480    |
| 2004. szeptember 23. | Colisée             | Caron et Guay de Trois-Rivières | Chiefs de Laval                           | 3 282    |
| 2007. január 5.      | Palais des sports   | Saint-François de Sherbrooke    | Mission de Sorel-Tracy                    | 3 246    |
| 2006. január 6.      | Palais des sports   | Saint-François de Sherbrooke    | Radio X de Québec                         | 3 223    |
| 2014. március 1.     | Ed-Lumley           | Riverkings de Cornwall          | Cool FM 103,5 de Saint-Georges            | 3 215    |
| 2009. március 7.     | Centre Premier Tech | CIMT de Rivière-du-Loup         | CRS Express de Saint-Georges              | 3 146    |
| 2014. március 8.     | Ed-Lumley           | Riverkings de Cornwall          | Braves de Laval                           | 3 109    |